# سرطان كماني مثلث
سرطان كماني مثلث (الاسم العلمي: Uca triangularis) هو نوع من الحيوانات يتبع جنس السرطان الكماني من فصيلة السرطانات الشبحية.